# Ettore Socci
Ettore Socci (n. 25 iulie 1846, Pisa, Marele Ducat de Toscana – d. 18 iulie 1905, Florența, Regatul Italiei) a fost un politician italian.